# Matiloxis cubalis
Matiloxis cubalis là một loài bướm đêm trong họ Noctuidae.